# Gyrocotyle rugosa
Gyrocotyle rugosa är en plattmaskart som beskrevs av Diesing 1850. Gyrocotyle rugosa ingår i släktet Gyrocotyle och familjen Gyrocotylidae. Inga underarter finns listade i Catalogue of Life.

## Bildgalleri

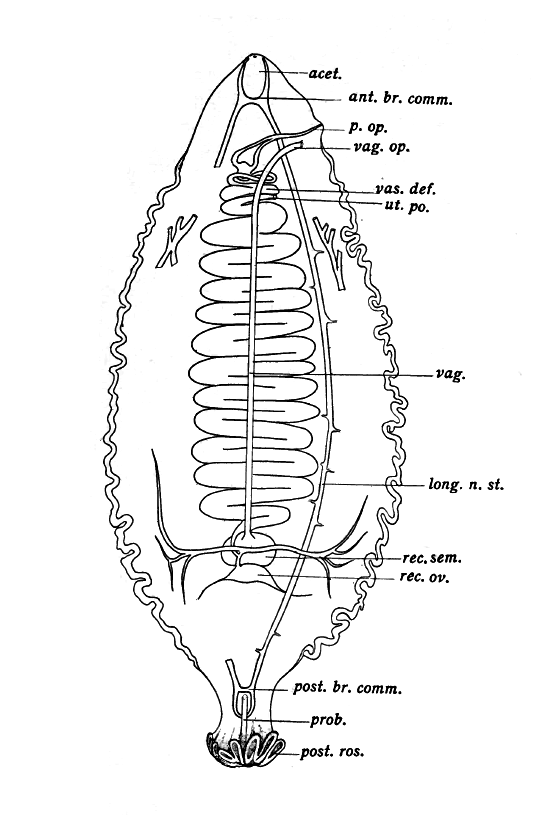